# Aketo
Aketo, nom de scène de Ryan Selmi, est un rappeur et compositeur français d’origine algérienne et originaire de Deuil-la-Barre, né le 30 août 1980 à Épinay-sur-Seine. En 1997, il fonde aux côtés de Tunisiano, Blacko et DJ Boudj, le groupe de rap français Sniper.

## Biographie

### Enfance

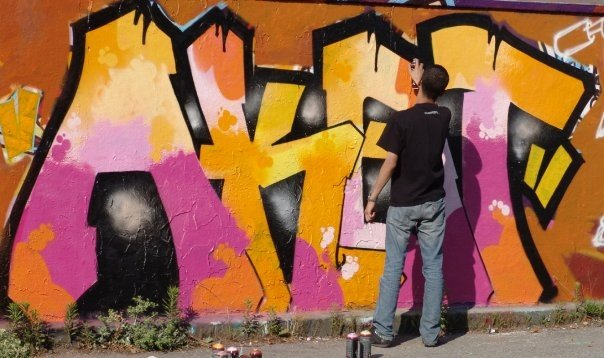
Graff d'Aketo.

Ryad Selmi naît le 30 août 1980 à Épinay-sur-Seine en Seine-Saint-Denis. Il grandi à Deuil-la-Barre, dans le Val-d'Oise. Il touche  au hip-hop dès l'âge de douze ans, en parallèle à ses activités de graffeur. Son cousin est Kast, membre du crew de graffeurs 93 MC et du groupe de rap français Suprême NTM. Il appartient au crew Parisien 357, avec son nom Aket[source secondaire souhaitée].

### Débuts
Ryad Selmi intègre le collectif Comité de Deuil-la-Barre qu'il ne quittera qu'en 1997, pour rejoindre le groupe Personnalité Suspecte de Tunisiano et Blacko auquel il ramènera DJ Boudj. Le groupe, renommé Sniper, fait une apparition sur la compilation Première classe vol. 1. Ils signent ensuite chez Warner, et publient leur premier album intitulé Du rire aux larmes contenant le morceau La France, des années après la sortie de ce dernier en single. Après quelques apparitions solos sur diverses compilations, les trois membres se réunissent pour publier leur deuxième album Gravé dans la roche, qui connaitra un gros succès commercial avec 600 000 exemplaires vendus. Ils publient un troisième album nommé Trait pour trait.
Aketo sort en décembre 2007 un street CD sous le nom de Cracheur 2 venin où il invite des artistes du rap français comme Alkpote, Soprano, Salif, Seth Gueko, Sefyu, Six Coups MC, ou encore L'Skadrille. Toujours en 2007, Blacko quitte Sniper, laissant derrière lui le duo Aketo et Tunisiano. Après ce départ, Aketo confie que : « ce qui était compliqué, c'est de n'être plus que deux. On l'a ressenti dans la conception de l'album et lors de la tournée. C'est sûr que c'était différent (…) Quand Blacko a quitté le groupe, ça m'a cassé le moral. »

### Retour avec Sniper
En 2010, Aketo et Tunisiano annoncent sur le blog de ce dernier le retour de Sniper. Les deux artistes sortent à la rentrée 2011 le premier extrait de leur album : Le blues de la tess. La chanson Arabia, un titre qui parle de la révolution tunisienne et égyptienne, est le deuxième single de l'album. Il est remixé par la suite avec les rappeurs Sinik, Rim-K, Medine, Mokless, Haroun, Leck, L'Algerino, Bakar, Mister You et le chanteur de Raï Reda Taliani. Fadela est le troisième extrait. Le titre crée une polémique à laquelle Tunisiano répond : « C’est par rapport aux origines sociales, pour dire qu’il ne faut pas snober les gens qui te ressemblent quand tu es arrivé. Ça n’a rien à voir avec l’origine ethnique. On n’est pas grossiers, on n’insulte nullement. » J'te parle, titre en featuring avec Soprano, est dévoilé peu avant la sortie de l'album, sous le nom À toute épreuve, le 3 octobre 2011. L'album est publié au Québec le 7 février 2012.
Aketo apparaît avec un jeune rappeur nommé Biloo-K, le 3 avril 2011 dans le clip nommé Agression vocale. En août 2013, il publie le single Accoutumance, issu de son futur album solo Une petite vie 100 histoires. Le single, dont le clip vidéo est tourné à Lausanne, en Suisse, est disponible sur iTunes. Finalement cet album ne sortira pas étant donné le retour de Blacko au sein du groupe Sniper.
En octobre 2015, Aketo dévoile son Freestyle part. 1, dont la deuxième partie est dévoilée en janvier 2016 aux côtés de Haroun de la Scred Connexion.

#### Relation avec d'autres rappeurs
Aketo est ami avec Tunisiano et Blacko. Il déclare apprécier le travail de Sofiane. Il est également proche de Haroun (Scred Connexion) avec qui il travaille sur sa carrière solo.

## Discographie

### Albums studio
- 2007 : Cracheur 2 Venin (Addictive Music)

1. Intro vénimeuz - 2:02
2. Debiel 2007 - 6:20
3. Cracheurs 2 venin (avec Alkpote) - 4:38
4. Réveillons nous (avec Salif & Soprano) - 4:55
5. 357 Anthem (avec Freddy Krugz & Merkus) - 4:15
6. Punchlinerz (avec Farage, La Raifé & Seth Gueko) - 5:28
7. Faut faire avec (avec Babass, Daddy Lord.C & Iron Sy) - 4:40
8. Les pieds sur terre (avec Sayko & Sidi-O) - 4:34
9. Massif (avec L'Skadrille) - 4:06
10. Craches ton venin (avec Chichi, Exs & Sayko) - 3:19
11. Déceptions - 5:01
12. Vénimeuz muzik (avec Rim-K & Zesau) - 3:50
13. Retour au kif (avec Brahi & Haroun) - 4:59
14. Le son du tiexon (avec Furtif & Tunisiano) - 5:42
15. À la bellek (avec Fis L & N'Dal) - 3:49
16. 95/92 (avec Fofo44) - 4:09
17. Style certifié (avec Sefyu, 6Coups MC & Tunisiano) - 5:54

- 2020 : Confiserie (Front Kick)

1. Debiel 2020 - 2:28
2. Juicy Tchetch - 3:12
3. NSN - 3:30
4. Vivance - 2:43
5. Paname bourbier - 2:42

- 2021 : Monsieur Bourbier

1. Pilotage automatique - 2:20
2. En plank sur le tek - 2:38
3. Imbécile bête - 3:08
4. Konar - 2:46
5. Avant - 2:49
6. Ékip 2 nuit - 2:55
7. Propagande - 3:23

- 2022 : Zone Bleue (386 Laboratoire)

1. Temple - 2:35
2. Besoin - 2:48
3. Kung-Fu (avec Infinit') - 2:40
4. Chap chap - 2:59
5. Régal (avec Limsa d'Aulnay) - 3:58
6. Kartier - 2:35
7. Bougie (avec So La Lune) - 2:18
8. Kilomètres - 2:29
9. Conséquences - 2:29

- 2023 : Une petite vie sans histoires (386 Laboratoire)

1. J'pense que - 2:35
2. Gangsta Boo - 2:48
3. Pot de départ - 2:40
4. Épouvantail (avec Souffrance) - 2:59
5. Vagabond - 3:58
6. Dommage - 2:35
7. Les orties - 2:18
8. Gangsta Shit (avec Isha) - 2:29
9. Les gentils (avec Doums) - 2:29
10. Santé bonheur - 2:28

### Albums collaboratifs
- 2001 : Du rire aux larmes (avec Sniper)
- 2003 : Gravé dans la roche (avec Sniper)
- 2006 : Trait pour trait (avec Sniper)
- 2011 : À toute épreuve (avec Tunisiano)
- 2018 : Personnalité suspecte, vol. 1 (avec Sniper)